# Германско-ирландские отношения
Германско-ирландские отношения — двусторонние отношения между Германией и Ирландией.

## История
В 1921 году в Германии появилось представительство Ирландии. Во время Второй мировой войны Ирландия интернировала немецких военнослужащих. Так были интернированы 33 потерпевших крушение немецких лётчика. В октябре 1943 года лётчик М. Хохаус был отправлен через Великобританию в Германию. Известен один побег немецкого интернированного — в 1942 году бежал лейтенант К. Неймейр, который был пойман британскими властями и стал военнопленным. Также были интернированы немецкие моряки, в том числе 48 членов экипажа немецкой подводной лодки, которая затонула около Ирландии. После войны все немецкие интернированные (кроме 4, которые вступили в брак в Ирландии) были переданы Великобритании.